# CAL Cargo Airlines
Pour les articles homonymes, voir CAL.
Challenge accepted
CAL Cargo Airlines Ltd. (hébreu : ק.א.ל. קווי אוויר למטען) est une compagnie aérienne cargo basée sur le site aéroportuaire de l'aéroport international de Tel Aviv en Israël. 
La compagnie assure des vols réguliers quotidiens de fret, ainsi que des services charter, de transport de marchandises spéciales et/ou standards à l'international.
Sa base principale est l'aéroport international de Tel Aviv. Elle possède également un hub européen à l'aéroport de Liège en Belgique ainsi qu'un hub aux États-Unis sur l'aéroport JFK.
Chaque année, la compagnie transporte environ 100 000 tonnes de marchandises, incluant toutes les catégories de marchandises spéciales telles que les produits pharmaceutiques et médicaux devant être transportés à température contrôlée, les animaux vivants, les marchandises dangereuses, les marchandises superlourdes ou surdimensionnées, les denrées fraiches et périssables, ainsi que les biens de valeur, y compris les œuvres d'art.

## Historique
CAL a été créé en juin 1976. Elle démarre ses opérations de charter en novembre de la même année. Au début, selon ses besoins, la compagnie aérienne loue les avions de la compagnie El Al. Le 1er décembre 1999, dès la réception des autorisations des autorités gouvernementales israéliennes, elle offre des services réguliers avec son propre avion.
En 1997, CAL achète le terminal de fret LACHS en Belgique (Liege Airport Cargo Handling Services). Aujourd'hui, le terminal appartient et est toujours exploité par CAL. Il approvisionne la partie "spécialité" de CAL en marchandises spéciales. En 2010, CAL est rachetée à titre privé par Offer Gilboa et étend ses opérations en proposant des vols journaliers dans les deux sens entre l'aéroport JFK et l'aéroport de Tel Aviv.

## Flotte

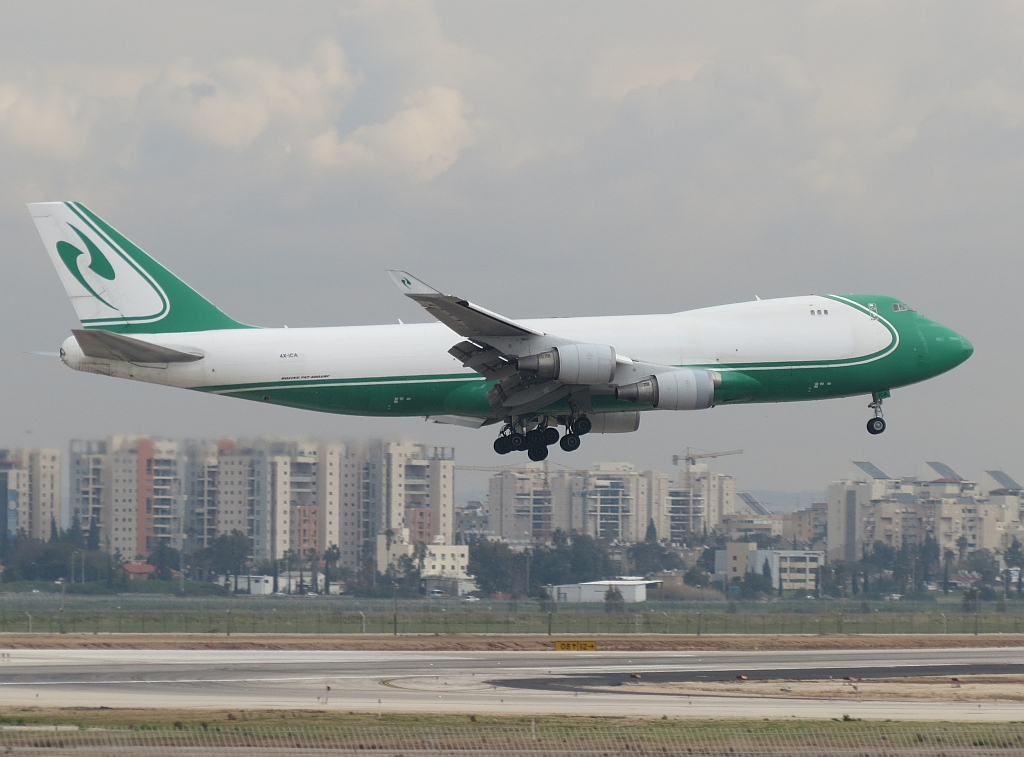
Boeing 747-400ERF 4X-ICA de la CAL

La flotte de la CAL Cargo Airlines est constituée de (en Juin 2018) 

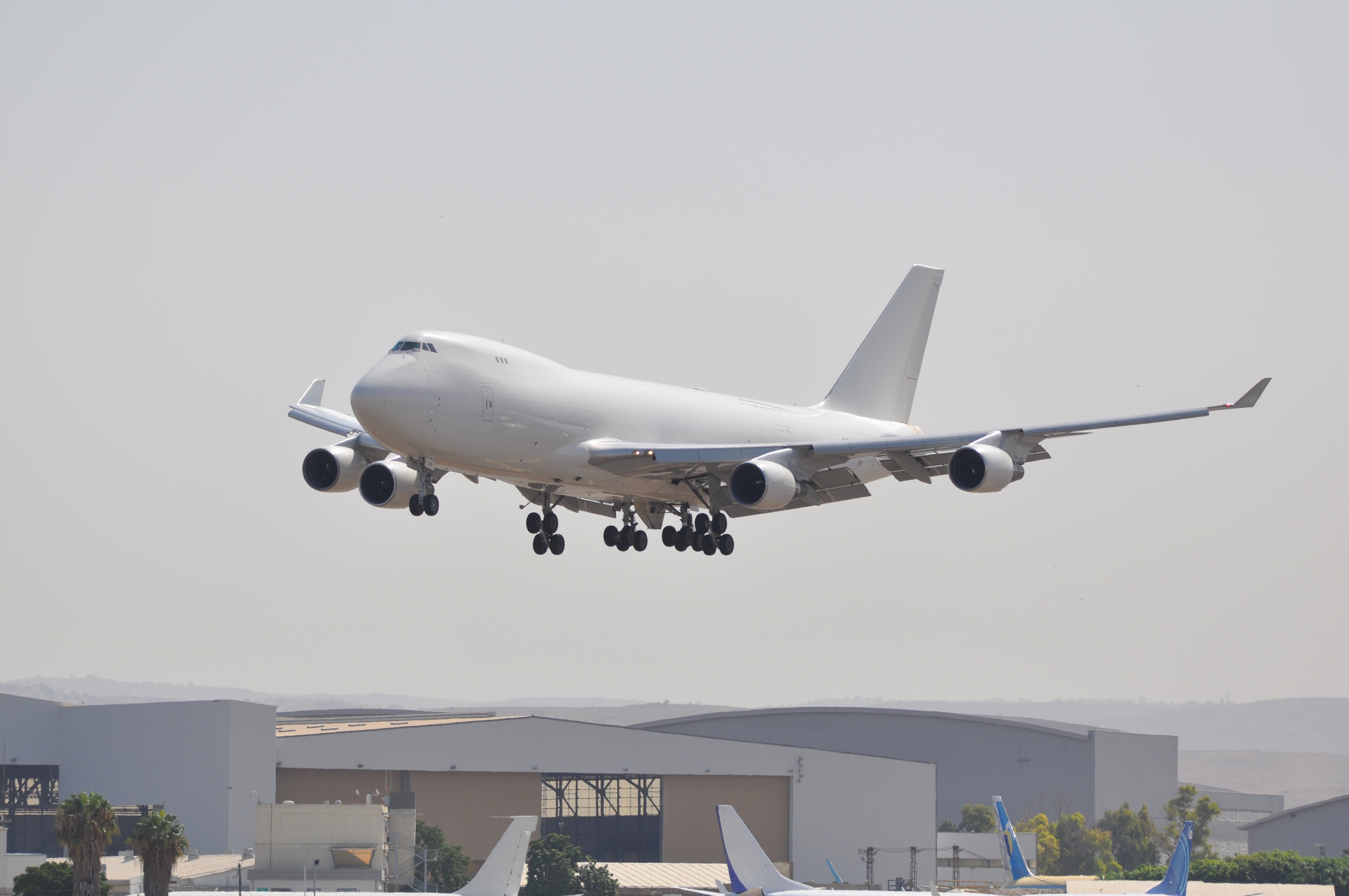
Boeing 747-400F 4X-ICB de la CAL

- 1 Boeing 747-400BCF
- 1 Boeing 747-400ERF
- 1 Boeing 747-400F